# J.J. Jackson
Jerome Louis Jackson mais conhecido pelo seu nome artístico J.J. Jackson, foi um cantor americano de soul/R&B, e compositor, arranjador.

## Discografia

### Álbuns de  estreia
- 1966 – But It's Alright (24°, Billboard, Hot R&B LPs Chart)
- 1969 – The Greatest Little Soul Band in the Land

### Singles
- 1966 – But It's Alright (Billboard, Hot 100 #22, Billboard Hot Rhythm & Blues Singles Chart #4)
- 1967 – Four Walls (Three Windows and Two Doors) (R&B Singles #17)
- 1967 – I Dig Girls (Hot 100 #83, R&B Singles #19)